# Сарулу, Марат
Марат Сарулу (кирг. Марат Сарулу; 26 сентября 1957, Талас, СССР — 9 марта 2023, Талас, Кыргызстан) — киргизский режиссёр и сценарист.

## Биография
Родился 26 сентября 1957 году в Таласской области. Окончил факультет филологии Киргизского государственного университета, а в 1984 году получил актёрское образование в школе Федора Хитрука.
Скончался 9 марта 2023 года.

## Фильмография

### Режиссёр
- 1993 — В надежде
- 1998 — Мандала
- 2001 — Брат мой, шелковый путь
- 2002 — Взлёт
- 2004 — Бурная река, безмятежное море
- 2008 — Песнь южных морей
- 2014 — Переезд

### Сценарист
- 1990 — Плач перелетной птицы
- 1993 — В надежде
- 1995 — Буранный полустанок
- 1998 — Приёмный сын
- 2001 — Брат мой, шелковый путь
- 2004 — Бурная река, безмятежное море
- 2004 — Плач матери о манкурте
- 2008 — Песнь южных морей

## Награды и звания
- Кинофестиваль трёх континентов 2002 (Приз «Золотой Монгольфьер», фильм «Брат мой, шёлковый путь»)
- Международный фестиваль азиатского кино (Приз «Золотой велосипед», фильм «Брат мой, шёлковый путь»)
- Тёмные ночи (Приз «Лучший режиссёр», фильм «Переезд»)